# Lijst van beschermd erfgoed in Court-Saint-Étienne
Onderstaande tabel geeft een overzicht van de beschermde erfgoederen in de gemeente Court-Saint-Étienne. Het beschermd erfgoed maakt deel uit van het cultureel erfgoed in België.
| Object | Bouwjaar/architect | Deelgemeente | Adres                                        | Coördinaten                   | Nummer?                | Afbeelding |
| --- | ------------------ | ------------ | -------------------------------------------- | ----------------------------- | ---------------------- | --- |
| Ruïnes van de kapel van Sart-Messire-Guillaume, en het ensemble van de ruïnes en de omgeving                                                                                             |                    |              | Court-Saint-Etienne                          | 50° 37' 11" NB, 4° 33' 51" OL | 25023-CLT-0001-01 Info | |
| Ensemble van het kasteelpark van Court-Saint-Etienne |                    |              |                                              | 50° 38' 33" NB, 4° 34' 9" OL  | 25023-CLT-0002-01 Info | |
| Ensemble van het park van Wisterzée |                    |              | Cour-Saint-Etienne                           | 50° 39' 0" NB, 4° 33' 42" OL  | 25023-CLT-0003-01 Info | |
| Kerk Saint-Etienne en de muur rond de begraafplaats en het ensemble van de kerk, de pastorie, de begraafplaats en de omgeving                                                            |                    |              | Court-Saint-Etienne                          | 50° 38' 34" NB, 4° 34' 6" OL  | 25023-CLT-0005-01 Info | Kerk Saint-Etienne en de muur rond de begraafplaats en het ensemble van de kerk, de pastorie, de begraafplaats en de omgeving   |
| Grafmonument Goblet d'Alviella op de oude gemeenschappelijke begraafplaats, en het ensemble van het bouwwerk en diens omgeving                                                           |                    |              | Court-Saint-Etienne                          | 50° 38' 20" NB, 4° 33' 40" OL | 25023-CLT-0006-01 Info | Grafmonument Goblet d'Alviella op de oude gemeenschappelijke begraafplaats, en het ensemble van het bouwwerk en diens omgeving  |
| Gevels en daken van het huis |                    |              | Place Communale n°6, Court-Saint-Etienne     | 50° 38' 35" NB, 4° 34' 2" OL  | 25023-CLT-0007-01 Info | |
| Gevels en daken van de vier grote vleugels van de boerderij Sartage en het ensemble van het gebouw en de omliggende terreinen                                                            |                    |              | Drève du Chenoy                              | 50° 36' 12" NB, 4° 34' 21" OL | 25023-CLT-0008-01 Info | |
| Gevels en daken van gebouwen die samen de boerderij Beaurieux vormen |                    |              | rue Saussale, Court-Saint-Etienne            | 50° 38' 25" NB, 4° 35' 42" OL | 25023-CLT-0009-01 Info | Gevels en daken van gebouwen die samen de boerderij Beaurieux vormen                                                            |
| De straat, trottoirs en gebouwen langs beide zijden van de rue du Village in Court-Saint-Etienne (EA) en het ensemble van de straten, trottoirs en gebouwen langs de straat en de tuinen |                    |              | rue du Village                               | 50° 38' 33" NB, 4° 34' 9" OL  | 25023-CLT-0010-01 Info | |
| Hall n° 11 de l'usine Henricot n°1 |                    |              | rue Emile Henricot n° 4, Court-Saint-Etienne | 50° 38' 44" NB, 4° 34' 4" OL  | 25023-CLT-0011-01 Info | Hall n° 11 de l'usine Henricot n°1                                                                                              |
| Gevels, daken en locatie van de Foyer populaire |                    |              | rue Belotte 1                                | 50° 38' 50" NB, 4° 33' 56" OL | 25023-CLT-0012-01 Info | Gevels, daken en locatie van de Foyer populaire                                                                                 |
| Kapel du Try-au-Chêne en de heiligdommen van Onze Lieve Vrouw van Alsemberg en het ensemble van deze monumenten en hun omgeving                                                          |                    |              |                                              | 50° 36' 29" NB, 4° 30' 51" OL | 25023-CLT-0013-01 Info | Kapel du Try-au-Chêne en de heiligdommen van Onze Lieve Vrouw van Alsemberg en het ensemble van deze monumenten en hun omgeving |
| Het mausoleum van Graaf Goblet d'Alviella |                    |              |                                              | 50° 38' 20" NB, 4° 33' 40" OL | 25023-PEX-0001-01 Info | Het mausoleum van Graaf Goblet d'Alviella                                                                                       |